# Донепезил
Донепезил (англ. Donepezil, лат. Donepezilum) — синтетичний лікарський препарат, який є похідним піперидину, та належить до групи інгібіторів ацетилхолінестерази. Донепезил застосовується виключно перорально. Донепезил синтезований у лабораторії фармацевтичної компанії «Eisai» групою учених під керівництвом Хачіро Суґімото у 1983 році, та схвалений до клінічного застосування в 1996 році.

## Фармакологічні властивості
Донепезил — синтетичний лікарський препарат, який є похідним піперидину. Механізм дії препарату полягає в інгібуванні ферменту ацетилхолінестерази в тканинах головного мозку, наслідком чого є блокування розпаду ацетилхоліну та покращення передачі нервових імпульсів у центральній нервовій системі, що сприяє зменшенню вираженості симптомів деменції. Донепезил застосовується для симптоматичного лікування деменції, у тому числі при хворобі Альцгеймера. При хворобі Альцгеймера донепезил може застосовуватися як самостійний препарат, так і в комбінації з інгібітором глутаматних NMDA-рецепторів мемантином, хоча комбіновані препарати мемантину з донепезилом відкликані з фармацевтичного ринку на території ЄС. При застосуванні препарату спостерігається повільне, протягом 6 тижнів, зменшення симптомів деменції, яке зникало після відміни препарату, проте при його застосуванні спостерігалось лише незначне покращення якості життя та незначне покращення когнітивних функцій. При застосуванні донезепилу спостерігалась незначна частота побічних ефектів, переважна більшість з яких були помірними або легкими, й лише зрідка призводили до припинення прийому препарату хворими.

### Фармакокінетика
Донепезил відносно повільно всмоктується при пероральному застосуванні, біодоступність препарату становить 100 %. Максимальна концентрація донепезилу досягається протягом 3—4 годин після прийому препарату. Препарат майже повністю (на 96 %) зв'язується з білками плазми крові. Донепезил проникає через гематоенцефалічний бар'єр, через плацентарний бар'єр, та виділяється у грудне молоко. Препарат метаболізується в печінці з утворенням кількох неактивних та одного активного метаболітів, виводиться донепезил переважно із сечею у вигляді метаболітів (57 %), частково (14 %) виводиться з калом. Період напіввиведення препарату становить 70 годин, при порушеннях функції печінки або нирок цей час може незначно збільшуватися.

## Показання до застосування
Донепезил застосовується для симптоматичного лікування деменції Альгеймерівського типу легкого та середнього ступеня важкості.

## Побічна дія
При застосуванні донепезилу побічні ефекти виникають нечасто. Найчастішими серед побічних ефектів препарату є:
- Алергічні реакції та з боку шкірних покривів — шкірний висип, свербіж шкіри, грипоподібний синдром, нежить.
- З боку травної системи — нудота, блювання, діарея, біль у животі, диспепсія, погіршення апетиту, шлунково-кишкова кровотеча, виразка шлунку або дванадцятипалої кишки, гепатит.
- З боку нервової системи — запаморочення, головний біль, галюцинації, порушення сну, збудження, загальна слабкість, агресивність, судоми, нічні кошмари, втрата свідомості, вкрай рідко — екстрапірамідні симптоми та злоякісний нейролептичний синдром.
- З боку серцево-судинної системи — брадикардія, синоатріальна блокада, AV-блокада.
- З боку опорно-рухового апарату — спазми і судоми м'язів, рабдоміоліз.
- Інші побічні ефекти — біль різної локалізації, затримка сечі.
- Зміни в лабораторних аналізах — підвищення активності м'язової креатинфосфокінази.

## Протипокази
Донепезил протипоказаний при підвищеній чутливості до препарату, вагітності та годуванні грудьми, особам у віці до 18 років.

## Форми випуску
Донепезил випускається у вигляді таблеток по 0,005 і 0,01 г.